# 붉은덤불다람쥐
붉은덤불다람쥐(Paraxerus palliatus)는 다람쥐과에 속하는 설치류의 일종이다. 아프리카 동부 해안선을 따라 숲에서 발견된다.

## 분포 및 서식지
소말리아와 케냐, 탄자니아, 말라위, 모잠비크, 짐바브웨, 남아프리카공화국의 토착종이다. 자연 서식지는 아열대 또는 열대 기후 지역의 건조림과 습윤 저지대 숲, 건조 관목 지대이다.

## 아종
7종의 아종이 알려져 있다. 아프리카 남단의 아종 "오르나투스"(P. p. ornatus)는 남아프리카공화국 콰줄루나탈 주 온고예 숲의 토착종이다. 아종 "스위너튼"(P. p. swynnertoni)은 짐바브웨 동부 치린다 산림 보호구역의 토착종이다. 나물리 산에서 발견되는 아종 빈센트(P. p. vincenti)는 별도의 종으로 간주하기도 한다.
| - P. p. palliatus - P. p. bridgemani - P. p. frerei - P. p. ornatus | - P. p. sponsus - P. p. swynnertoni - P. p. tanae |